# Cuceririle normande în Italia de sud

Regatul Siciliei (în verde) la 1154

Cuceririle normande în Italia de sud s-au desfășurat în a doua parte a secolului al XI-lea și în bună parte din secolul al XII-lea, presupunând un număr mare de bătălii și confruntări militare, precum și un număr ridicat de actori independenți efectuând cuceriri în nume propriu. Abia ulterior toate aceste teritorii din sudul Italiei au fost unite sub stăpânirea unică a Regatului Siciliei, care a inclus nu numai insula Sicilia, ci și întregul sud al Peninsulei Italice (cu excepția Benevento, pe care totuși normanzii l-au stăpânit în două rânduri), precum și arhipelagul maltez și ocazional unele părți din nordul Africii.
Briganzi normanzi imigranți s-au strămutat în sudul Italiei pentru a intra în serviciul a diferite facțiuni longobarde și bizantine, au transmis imediat știri în Normandia asupra noilor oportunități deschise în zona Mediteranei. Aceste grupuri agresive s-au reunit în diferite locuri, în cele din urma întemeind feude și state pe cont propriu; ei au reușit să se reunească și să se ridice la statutul unei independențe de facto la cel mult 50 de ani de la sosirea în regiune.
Spre deosebire de Cucerirea normandă a Angliei din 1066, care s-a desfășurat în cursul a doar câțiva ani după o signură bătălie decisivă (bătălia de la Hastings), cucerirea Italiei de sud a fost rezultatul a decenii de multe confruntări militare, puține din acestea fiind decisive. Multe teritorii au fost cucerite în mod independent și abia ulterior acestea au fost reunite într-un singur stat. În comparație cu cucerirea Angliei, cucerirea Italiei sudice a fost neplanificată și neorganizată.

## Sosirea normanzilor în Italia,999–1017

Harta Italiei în ajunul sosirii normanzilor. Regiunea pe care în cele din urmă ei o vor cuceri includea Sicilia și toate teritoriile de pe continent situate la sud de posesiunile dependente de Sfântul Imperiu Roman (linia bolduită), precum și regiunile sudice ale Statului Papal și Ducatului de Spoleto.

Cea mai timpurie dată consemnată pentru sosirea cavalerilor normanzi în Italia de sud este anul 999, deși se poate presupune că anterior avuseseră loc peregrinări de normanzi în zonă. În acel an, potrivit unora dintre surse, pelerini normanzi, aflați pe drumul de întoarcere dinspre Sfântul Mormânt din Ierusalim, trecând prin Apulia, s-au oprit la Salerno, unde au fost primiți de principele Guaimar al III-lea de Salerno. Orașul și împrejurimile sale se aflau sub atacul sarazinilor din Africa, care solicitau acordarea unui tribut anual. În timp ce Guaimar începea să colecteze tributul, normanzii l-au acuzat pe acesta, ca și pe supușii săi longobarzi pentru lipsă de curaj și au trecut la atacarea sarazinilor. Aceștia s-au retras, o pradă importantă a fost capturată, iar Guaimar, recunoscător, i-a rugat pe normanzi să rămână. Aceștia au refuzat, însă au promis că vor duce bogatele sale daruri în Normandia și că îi vor informa pe compatrioții lor asupra recompenselor ce pot fi dobândite în schimbul serviciului militar în Salerno. Unele surse chiar arată că Guaimar însuși ar fi trimis emisari în Normandia pentru a-i aduce pe cavaleri înapoi. Acestă variantă asupra sosirii normanzilor este uneori numită în istoriografie ca "tradiția salernitană".
Tradiția salernitană a fost prima dată consemnată în cronica lui Amato de Montecassino, cunoscută sub numele de Ystoire de li Normant și scrisă între 1071 și 1086. Cea mai mare parte a informației a fost preluată din cronica lui Amato de către Petru Diaconul, în continuarea sa a Chronicon Monasterii Casinensis a lui Leon de Ostia, scrisă la începutul secolului al XII-lea. Începând cu Annales Ecclesiastici ale lui Caesar Baronius din secolul al XVII-lea, tradiția salernitană a devenit versiunea unanim acceptată asupra începuturilor normanzilor în Italia. Acuratețea asupra faptelor a fost pusă uneori sub semnul întrebării în secolele ulterioare, însă ea a fost acceptată, cu mici mofidicări, de către cei mai mulți dintre istorici.
O altă istorisire referitoare la sosirea normanzilor în Italia a apărut în cronicile primare fără trimitere la vreo prezență normandă ante-1016. Această versiune a fost denumită ca "tradiția de Gargano". Potrivit acesteia, pelerinii normanzi aflați la moaștele Sfântului Arhanghel Mihail de la Monte Gargano s-ar fi întâlnit acolo cu longobardul Melus din Bari în 1016, și au fost convinși să se alăture acestuia în cadrul unui atac împotriva stăpânirii bizantine din Apulia.
În comparație cu tradiția salernitană, pentru tradiția de Gargano există două surse primare: Gesta Roberti Wiscardi a lui Guglielmo de Apulia, datată în 1088–1110 și Chronica monasterii S. Bartholomaei de Carpineto aparținând unui călugăr pe nume Alexandru, scrisă circa un secol mai târziu și bazându-se pe opera lui Guglielmo de Apulia. Unii istorici moderni au combinat cele două tradiții, John Julius Norwich chiar sugerând că întâlnirea dintre Melus și normanzi ar fi fost stabilită de către Guaimar. Melus ar fi fost în Salerno chiar înainte de vizita sa la Monte Gargano.
O altă versiune se referă la exilarea unui grup de normanzi al fraților din familia Drengot. Unul dintre frați, Osmund (potrivit cronicii lui Orderic Vitalis) sau Gilbert (în conformitate cu Amato și Petru Diaconul), l-au ucis pe un anume Guillaume Repostel (Repostellus) în prezența ducelui Robert I de Normandia. Este invocată posibilitatea ca acest Repostel s-ar fi lăudat anterior că ar fi dezonorat-o pe fiica celui care avea să îl asasineze. Amenințați la rândul lor cu moartea, frații Drengot au fugit cu rudele lor la Roma, unde unul dintre frați a obținut audiență pe lângă papă, înainte de a se muta în sud și a se ralia cauzei lui Melus din Bari. Amato datează episodul după anul 1027 și nu îl menționează pe suveranul pontif. Potrivit lui, frații lui Gilbert erau Osmund, Rainulf, Asclettin și Ludolf (Rudolf, potrivit lui Petru Diaconul).
Asasinarea lui Repostel este datată de către toate cronicile în timpul domniei ducelui Robert I "cel Magnific", așadar ulterior anului 1027, deși unii istorici moderni apreciază că numele lui Robert apare în urma unei erori de transcriere, fiind în realitate vorba de Richard, indicându-l astfel pe ducele Richard al II-lea, care era duce în 1017. Datarea mai timpurie este necesară dacă emigrarea primilor normanzi se impune a fi pusă în legătură cu familia Drengot și cu uciderea lui Guillaume Repostel. În Istoriile lui Raul Glaber, un anume "Rodulfus" părăsește Normandia după ce ar fi stârnit mânia lui Richard al II-lea. Sursele nu converg asupra stabilirii căruia dintre frați i-ar fi revenit conducerea asupra grupului aflat în drum spre sud. Orderic Vitalis și Guillaume de Jumièges în a sa Gesta Normannorum Ducum îl numesc pe Osmund. Raul Glaber îl amintește pe Rudolf. Leon din Ostia, Amato de Montecassino și Ademar de Chabannes se referă la Gilbert. Potrivit celor mai multe surse din Italia de sud, comanda contingentului normand în bătălia de la Cannae din 1018 era Gilbert. Dacă Rudolf este identificat cu acel Rudolf din istoria lui Amato ca unul dintre frații Drengot, atunci este posibil ca Rudolf să fi fost comandantul de la Cannae.
O altă ipoteză asupra sosirii normanzilor în Italia privește cronicile lui Raul Glaber, Ademar de Chabannes și Leon din Ostia (nu continuarea lui Petru Diaconul). Toate cele trei cronici arată că normanzii, fie că este vorba de un grup de 40 de oameni, fie de o forță mai largă de circa 250, sub conducerea lui "Rodulfus", fugind din fața mâniei lui Richard al II-lea, au ajuns în fața papei Benedict al VIII-lea, la Roma. Suveranul pontif i-a trimis la Salerno sau Capua, pentru a căuta să se angajeze ca mercenari în lupta împotriva bizantinilor, față de care nutrea sentimente dușmănoase ca urmare a invadării de către aceștia a teritoriului din jurul Benevento, aflat sub suzeranitatea papală. Ajunși acolo, normanzii s-au întâlnit cu primates (conducătorii) din Benevento: principii Landulf al V-lea de Benevento și Pandulf al IV-lea de Capua, posibil mai sus menționatul Guaimar al III-lea de Salerno, precum și Melus din Bari. Conform cronicii lui Leon de Ostia, se presupune că Rudolf ar fi fost aceeași persoană cu Raul de Todi.
Dacă se confirmă faptul că prima acțiune militară normandă în sudul Italiei a fost angajarea ca mercenari în serviciul lui Melus în lupta antibizantină în mai 1017, atunci se poate conchide că respectivii ar fi părăsit Normandia cândva între ianuarie și aprilie ale acelui an.

## Răscoalalongobardă,1009–1022

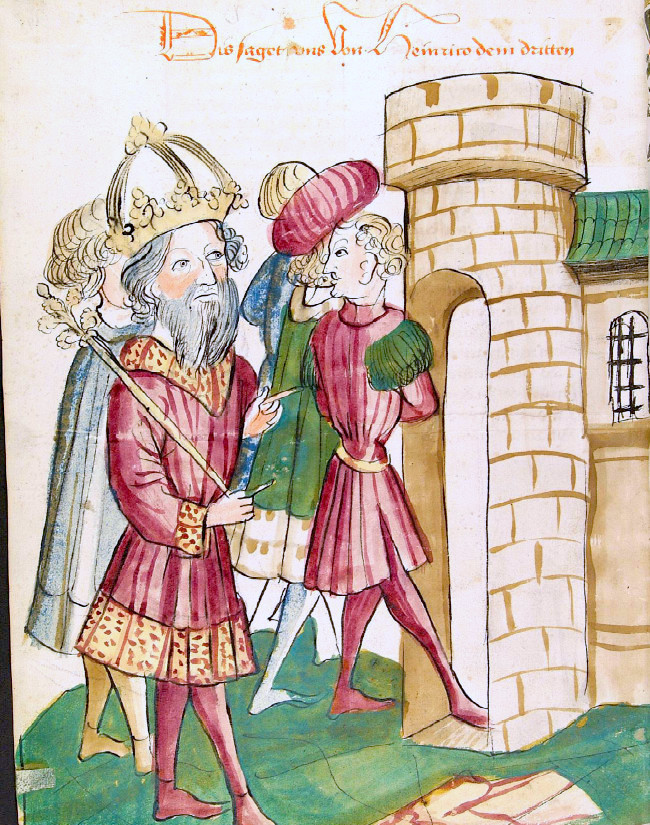
Capturarea principelui Pandulf de Capua ca urmare a campaniei împăratului Henric al II-lea din 1022

În 9 mai 1009, o insurecție a izbucnit în Bari împotriva catepanatului de Italia, autoritatea bizantină în regiune. Sub conducerea lui Melus, un longobard local având o poziție înaltă, răscoala s-a răspândit rapid în alte orașe. La sfârșitul acelui an sau la începutul lui 1010, catepanul în funcție, Ioan Curcuas, a fost ucis în luptă. În martie 1010, succesorul acestuia, Vasile Mesardonites, a debarcat cu întăriri și a trecut la asedierea răsculaților din oraș. Cetățenii bizantini din Bari au negociat cu Vasile și i-au silit pe conducătorii longobarzi, Melus și cumnatul său Dattus, să își caute refugiu. Vasile a pătruns în oraș la 11 iunie 1011, restabilind autoritatea bizantină. El nu a însoțit victoria obținută cu luarea de măsuri severe, marginindu-se la trimiterea familiei lui Melus, inclusiv a fiului acestuia Argyrus, la Constantinopol. Vasile a murit în 1016, după ce a reușit să impună câțiva ani de pace în sudul Italiei.
Leon Tornikios Kontoleon a sosit ca succesor al lui Vasile Mesardonites în luna mai a acelui an. La moartea lui Vasile, Melus se revoltase din nou, însă de această dată el recursese la serviciile unei cete de normanzi abia sosiți în regoune, care fie fuseseră trimiși de către papa Benedict al VIII-lea, fie se întâlniseră direct cu Melus, cu sau fără intermedierea principelui Guaimar al III-lea de Salerno, la Monte Gargano. Tornikios a trimis o armată comandată de Leon Passianos împotriva longobarzilor și normanzilor. Passianos și Melus s-au confruntat pe râul Fortore, la Arenula. Bătălia a fost fie nedecisă (conform lui Guglielmo de Apulia), fie s-a soldat cu victoria lui (potrivit lui Leon de Ostia). Apoi, Tornikios însuși a preluat comanda trupelor bizantine, pe care le-a condus către cea de a doua confruntare, desfășurată în apropiere de Civita. Această a doua confruntare a constituit o victorie a lui Melus, cu toate că scrierea lui Lupus Protospatarul și cronica anonimului din Bari raportează o înfrângere a longobardului. O a treia bătălie, încheiată cu o victorie decisivă a lui Melus, a avut loc la Vaccaricia. Ca rezultat, întreaga regiune dintre Fortore și Trani a revenit lui Melus, iar în septembrie, Tornikios a fost eliberat din funcție în favoarea lui Vasile Boioannes, care a sosit în Italia în cursul lunii decembrie.
La solicitarea lui Boioannes, un detașament de elită al "gărzii varege" a fost trimis în Italia pentru a-i combate pe normanzi. Cele două forțe s-au întâlnit în 1018 pe malul râului Ofanto, lângă Cannae, locul marii victorii a lui Hannibal asupra romanilor din anul 216 î.Hr.. Rezultatul bătăliei de la Cannae l-a constituit o victorie bizantină decisivă. Boioannes și-a consolidat victoria prin construirea imediată a unei mari fortărețe în unul din pasurile Apeninilor, care să supravegheze intrarea în câmpia Apuliei. În 1019, Troia, așa cum se numea, a fost întărită cu propriul contingent normand al catepanului, faptul indicând dorința normanzilor de a lupta în orice tabără.
Înspăimântat de evoluția evenimentelor din sud, papa Benedict, care, după cum s-a menționat anterior, ar fi stat la baza implicării normande în conflict, a plecat spre Germania în 1020, la Bamberg, pentru se sfătui cu împăratul german de atunci, Henric al II-lea. Împăratul nu a luat măsuri imediate, însă evoluția evenimentelor în anul următor l-au convins să intervină. Boioannes se aliase cu principele Pandulf al IV-lea de Capua ("Leul din Abruzzi") și pornise în marș împotriva lui Dattus, care fortificase un turn în teritoriul ce ținea de Ducatul de Gaeta cu trupe papale. Dattus a fost capturat și, în 15 iunie 1021, a suferit tradiționala pedeapsă romană de poena cullei; el a fost legat într-un sac alături de o maimuță, un cocoș și un șarpe și apoi aruncat în mare. În 1022, o puternică armată imperială a pornit către sudul Italiei, împărțită în trei detașamente aflate sub comanda respectiv a lui Henric al II-lea, a arhiepiscopului Pilgrim de Köln și a patriarhului Poppo de Aquileia, pentru a ataca Troia. Deși aceasta nu a putut fi cucerită de la bizantini, toți principii longobarzi au fost aduși sub ascultarea Imperiului romano-german, iar Pandulf de Capua a fost transportat într-o închisoare din Germania. Acest moment a marcat sfârșitul răscoalei longobarde din sudul Italiei.

## Apelul la mercenari,1022–1046
În 1024, mercenarii normanzi (probabil sub conducerea lui Rainulf Drengot) se aflau sub solda principelui Guaimar al III-lea de Salerno atunci când Pandulf al IV-lea de Capua îl asedia pe Pandulf al V-lea (principele instalat de împăratul german) în Capua. În 1026, după un asediu de 18 luni, Capua a capitulat, iar Pandulf al IV-lea a fost restaurat la putere. În anii următori, Rainulf Drengot s-a raliat cauzei lui Pandulf, însă în 1029, l-a abandonat pe acesta, pentru a-l urma pe ducele Sergiu al IV-lea de Neapole, pe care Pandulf îl alungase din Napoli în 1027, probabil cu sprijinul lui Rainulf.
În 1029, Rainulf și Sergiu au recucerit Napoli. La începutul anului 1030, ducele de Neapole i-a oferit lui Rainulf comitatul de Aversa ca fief, fiind vorba de primul stat normand din Italia. De asemenea, Sergiu al IV-lea i-a acordat noului conte mâna surorii sale. Totuși, în 1034, sora lui Sergiu a ]ncetat din viață, iar Rainulf a revenit în tabăra lui Pandulf. Potrivit lui Amato de Montecassino:

Pentru că normanzii nu și-au dorit niciodată ca vreunul dintre longobarzi să obțină o victorie decisivă, în cazul în care aceasta ar fi fost spre dezavantajul lor. Însă acum, sprijinind pe unul și apoi ajutând pe celălalt, ei luatu măsuri de precauție față de completa ruină a vreunuia.

Întăririle normande și adeziunile locale, care erau binevenite în tabăra lui Rainulf, au condus la mărirea numerică a trupelor de sub comanda lui Rainulf. După cum observa și Amato, limba și obiceiurile normanzilor se consolidau până la constituirea unei națiuni aparte.
În 1037, influența normandă a fost consolidată și mai mult, atunci când împăratul Conrad al II-lea l-a depus pe Pandulf al IV-lea și, în paralel, i-a recunoscut lui Rainulf calitatea de "conte de Aversa", care primea astfel titlul direct de la puterea imperială. În 1038, Rainulf a invadat Capua și și-a extins influența în sudul Italiei, spațiul stăpânit de el devenind unul dintre cele mai extinse din regiune.
Între 1038 și 1040, o altă ceată de normanzi a fost trimisă pentru a completa efectivele principelui Guaimar al IV-lea de Salerno care luptau în Sicilia în numele Bizanțului și împotriva sarazinilor. Primii membrii din familia Hauteville (Altavilla) au câștigat reputație în Sicilia lupotând sub stindardul generalui bizantin George Maniaces, iar Guillaume de Hauteville și-a câștigat supranumele de "Braț de Fier" cu ocazia asediului Siracusei.
După asasinarea catepanului Nikefor Doukeianos, petrecută la Ascoli în 1040, normanzii au plănuit alegerea unui conducător din rândurile lor, în schimb au fost însă mituiți de către principele Atenulf al IV-lea de Benevento pentru a-l alege pe acesta drept conducător al lor. În 16 martie 1041, în apropiere de Venosa, pe râul Olivento, armata normandă a încercat să negocieze cu noul catepan bizantin, Mihail Doukeianos, însă tentativa nu a dat rezultate, drept pentru care bătălia s-a angajat la Montemaggiore, în apropiere de Cannae. Deși catepanul a făcut apel la o puternică forță de varegi aflați la Bari, bătălia a constituit o categorică înfrângere pentru bizantini, iar mulți dintre soldații lui Mihail Doukeianos s-au înecat în râul Ofanto în plină retragere.
La 3 septembrie 1041, normanzii, aflați înrolați în mod nominal în armata condusă de longobarzii Arduin și Atenulf, l-au înfrânt pe noul catepan bizantin, Exaugustus Boioannes, pe care l-au dus prizonier la Benevento. Tot în acea vreme, Guaimar al IV-lea de Salerno a început să îi înroleze pe normanzi sub stindardul său, sub diferite promisiuni. În februarie 1042, simțindu-se probabil abandonat și poate mituit de către bizantini, Atenulf a negociat eliberarea lui Exaugustus, după care a fugit cu banii pe răscumpărare în teritoriul bizantin. El a fost înlocuit cu Argyrus, care a obținut câteva victorii, însă până la urmă a fost și el cumpărat de către bizantini.
În septembrie 1042, normanzii au ales în fine un conducător din rândurile lor. Revolta antibizantină, longobardă la origine, devenea astfel normandă în caracter și în comandă. Guillaume "Braț de Fier" a fost ales cu titulatura de "conte". El și ceilalți conducători i-au solicitat lui Guaimar recunoașterea cuceririlor lor. Ei au primit pământurile din jurul Melfi ca fief și l-au proclamat pe Guaimar ca "duce de Apulia și Calabria." La Melfi, în 1043, Guaimar a divizat regiunea, cu excepția orașului Melfi însuși, care urma să fie guvernat după un model republican, în 12 baronii în folosul comandanților normanzi: Guillaume "Braț de Fier" a obținut Ascoli, Asclettin a obținut Acerenza, Tristan a devenit conducător în Montepeloso, Ugo Tuboeuf a intrat în posesia Monopoli, Petru a obținut Trani, Drogo de Hauteville Venosa, iar Rainulf Drengot, acum independent, a devenit stăpân asupra Monte Gargano. În schimb, Guillaume s-a căsătorit cu Guida, fiică a lui Guy, duce de Sorrento și nepoată a lui Guaimar. Alianța dintre normanzi și Guaimar era astfel consolidată.
Pe parcursul domniei sale, Guillaume și Guaimar au început cucerirea provinciei Calabria în 1044 și au consturit marele castel de la Stridula, probabil în apropiere de Squillace. Guillaume a avut parte de mai puțin succes în Apulia, unde, în 1045, el a fost înfrânt lângă Taranto de către Argyrus, cu toate că fratele său Drogo a capturat Bovino. Odată cu moartea lui Guillaume "Braț de Fier", perioada serviciului de mercenariat al normanzilor a ajuns la final, momentul coincizând cu ridicarea a două mari state normande, ambele datorând supunere direct Imperiului german: comitatul de Aversa, ulterior Principatul de Capua, și comitatul de Apulia, devenit ulterior Ducatul de Apulia.

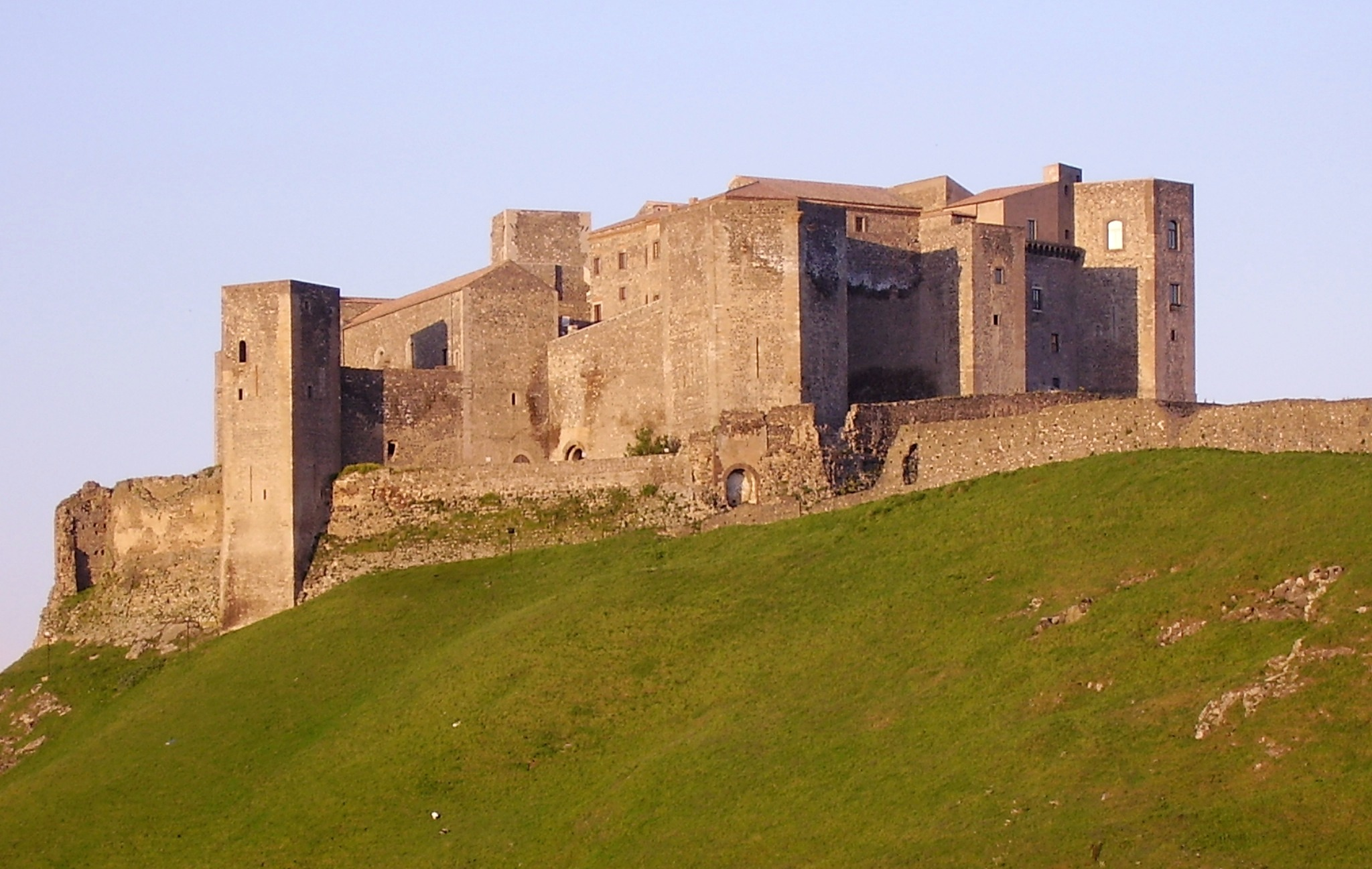
Castelul din piatră de la Melfi, construit de către normanzi.

## Comitatul de Melfi,1046–1059
În 1046, Drogo de Hauteville a pătruns în Apulia și l-a înfrânt pe catepanul bizantin Eustațiu Palatinos în apropiere de Taranto. Între timp, fratele său Umfredo i-a silit pe bizantinii retrași în Bari să încheie un tratat cu normanzii. În 1047, Guaimar al IV-lea de Salerno, care sprijinise succesiunea lui Drogo și implicit constituirea unei dinastii normande în sudul Italiei, i-a acordat lui Drogo pe fiica sa Gaitelgrima pentru căsătorie. Împăratul Henric al III-lea a confirmat trecerea comitatului de Aversa sub fidelitatea sa și l-a numit pe Drogo vasalul său direct, conferindu-i titlul de dux et magister Italiae comesque Normannorum totius Apuliae et Calabriae, primul titlu legitim pentru normanzii din Melfi. Henric, a cărui soție Agnes fusese tratată cu dispreț de către beneventini, l-a autorizat pe Drogo să cucerească Benevento și să îl dețină în numele său. Cu toate acestea, normanzii nu au capturat orașul decât în 1053.
În 1048, Drogo a condus o expediție în Calabria prin valea râului Crati, lângă Cosenza. El a distribuit teritoriile cucerite în Calabria și a acordat fratelui său după tată, Robert Guiscard un castel la Scribla, pentru a-i proteja intrările. În 1051, Drogo a fost asasinat ca urmare a unei conspirații bizantine. El a fost succedat de către fratele său Umfredo după un scurt interregnum. Caracterul rebel al cavalerilor normanzi a atras mânia papei Leon al IX-lea, drept pentru care principala provocare pentru Umfredo a constituit-o rezolvarea opoziției papale.

Planul bătăliei de la Civitate; normanzii în roșu, coaliția papală în albastru

În 18 iunie 1053, Umfredo a condus armatele normanzilor împotriva forțelor combinate ale papei și ale Imperiului occidental. În bătălia de la Civitate, normanzii au distrus armata papală și l-au capturat pe Leon al IX-lea, pe care l-au închis în Benevento, oraș pe care tocmai îl cuceriseră. Restul domniei lui Umfredo a fost marcat de cucerirea Oria, Nardò și Lecce, toate încheiate la sfârșitul anului 1055. În 1054, Petru al II-lea, care i-a succedat lui Petru I în teritoriul din jurul orașului Trani, a capturat în cele din urmă acel oraș de la bizantini. Umfredo a murit în 1057 și a fost succedat de către Robert Guiscard, care la puțină vreme a abandonat loialitatea față de Imperiul german și a devenit vasal față de papalitate, în schimbul obținerii titlului mai mare, de duce.

## Comitatul de Aversa,1049–1098
În anii '50 și '60 ai secolului al XI-lea, existau două centre normande de putere în Italia de sud: unul la Melfi sub familia Hauteville, iar celălalt la Aversa sub cei din neamul Drengot. Richard Drengot a succedat, probabil prin violență, în comitatul de Aversa în 1049 și a început o politică de achiziții teritoriale în concurență cu rivalii săi din familia Hauteville.
Pentru început, Richard a purtat războaie neîntrerupte cu vecinii săi longobarzi, precum principele Pandulf al VI-lea de Capua, ducele Atenulf I de Gaeta și principele Gisulf al II-lea de Salerno. El a împins hotarele acestuia din urmă până când din marele principat de Salerno s-a redus aproape numai la orașul Salerno însuși. Scopul lui Richard I era acela de a-și extinde influența în mod pașnic, atunci când și-a logodit fiica cu fiul mai mare al lui Atenulf de Gaeta; însă atunci când tânărul a încetat din viață înainte ca nunta să aibă loc, el i-a solicitat longobardului morgengab (zestrea). Ducele a refuzat, drept pentru care Richard a asdiat și ocupat Aquino, unul dintre puținele feude rămase sub dominația ducatului de Gaeta (1058). Cronologia cuceririi Gaetei nu este clară. Documente din 1058 și 1060 fac trimitere la Iordan, fiul mai vârstnic al lui Richard, ca duce de Gaeta, însă aceste texte sunt privite cu suspiciune, fiind considerate ca falsuri, dat fiind că Atenulf încă figura ca duce când a murit în 1062. După moartea lui Atenulf, Richard și Iordan au preluat conducerea ducatului, însă i-au permis moștenitorului lui Atenulf, Atenulf al II-lea, să guverneze ca supus al lor până în 1064, când Gaeta a fost integral încorporată în statul condus de dinastia Drengot. Richard și Jordan au numit duci-marionetă, de obicei de origine normandă.
Când slabul principe de Capua Pandulf al VI-lea a murit în 1057, Richard a trecut imediat la asedierea Capuei. Ca și în cazul Gaetei, cronologia cuceririi Capuei rămâne neclară. Pandulf a fost succedat la Capua de către fratele său, Landulf al VIII-lea, care este menționat ca principe până în 12 mai 1062. Richard și Iordan a preluat titlul princiar în 1058, dar se pare că i-au permis lui Landulf să continue să guverneze, probabil ca supus al lor, și să dețină cheile orașului pentru încă cel puțin patru ani. În 1059, papa Nicolae al II-lea a întrunit un sinod la Melfi, în cadrul căruia a confirmat pe Richard drept conte de Aversa și principe de Capua. În continuare, Richard a jurat supunere față de Papalitate pentru posesiunile sale. După aceea, dinastia Drengot a transformat Capua în reședința lor, conducând de acolo atât Aversa, cât și Gaeta.
Richard și Iordan și-au extins noile lor teritorii gaetane și capuane înspre nord, în Latium, în detrimentul Statului Papal. În 1066, Richard a pornit un marș chiar asupra Romei, însă a fost forțat cu ușurință să se retragă. Cu toate acestea, domnia lui Iordan ca succesor al lui Richard a marcat o perioadă de alianță cu papalitatea și cuceririle din zona Capuei s-au oprit. În 1090, Iordan a murit, iar tânărul său fiu, Richard al II-lea și regenții săi nu au fost capabili să mențină însăși Capua. Ei au fost siliți să părăsească orașul în fața unui longobard pe nume Lando, care a guvernat-o apoi cu sprijinul cetățenilor, până când a fost nevoit să se retragă în fața forțelor combinate ale familiei Hauteville în cadrul asediului Capuei din 1098. Momentul a marcat definitva îndepărtare a puterii longobarde în Italia.

## Cucerirea normandă aAbruzzo,1053–1105
În 1077, a murit ultimul principe longobard de Benevento. Papa l-a numit pe Robert Guiscard ca succesor în 1078. Totuși, în 1081, Guiscard a părăsit Benevento. În acel moment, principatul beneventin cuprindea doar orașul Benevento însuși și împrejurimile; mărimea sa fusese redusă de către normanzi prin cuceriri în deceniile anterioare, în special în urma bătăliei de la Civitate. În iunie 1080, la Ceprano, papa i-a acordat încă o dată lui Robert controlul asupra Benevento, într-o tentativă de a bloca infracțiunile normande în teritoriul papal, și de asemenea asupra teritoriul din Abruzzi care era tehnic legat de Benevento, pe care rudele lui Robert la cuceriseră pentru ei înșiși.
Ca urmare imediată a bătăliei de la Civitate, normanzii au început cucerirea litoralului adriatic al principatului beneventin. Geoffroi, frate cu conții de Hauteville din Melfi, a cucerit comitatul longobard de Larino și a luat cu asalt castelul Morrone din regiunea Samnium-Guillamatum. Fiul lui Geoffroi, Robert a transformat aceste cuceriri într-un comitat unic, cel de Loritello, în 1061. El a continuat apoi extinderea teritoriului său în Abruzzo longobard. El a cucerit comitatul longobard de Teate (actualmente, Chieti) și a asediat Ortona, care a devenit scopul eforturilor normande în această direcție. Curând, nou creatul comitat de Loritello a ajuns în nord până la Pescara și Statul Papal. În 1078, Robert s-a aliat cu Iordan I de Capua și a provocat ravagii în stăpânirile papale din Abruzzo. Printr-un tratat încheiat cu papa Grigore al VII-lea în 1080, ei au fost constrânși să respecte teritoriul papal. În 1100, Robert de Loritello și-a extins stăpânirea de-a lungul râuluiFortore, și a cucerit Bovino și Dragonara.
Cucerirea regiunii Molise este ascunsă în obscuritate. Orașul principal al provinciei, Boiano, ar fi putut fi cucerit în anul anterior bătăliei de la Civitate, poate sub conducerea lui Robert Guiscard, care încercuise masivul Matese. Comitatul de Boiano a fost acordat lui Rudolf de Moulins. Nepotul acestuia, Ugo, l-a extins către răsărit, ocupând Toro și San Giovanni in Galdo, dar și către apus, unde a anexat comitatele capuane de Venafro, Pietrabbondante (1105) și Trivento (1105).

## Cucerirea normandă aSiciliei,1061–1091

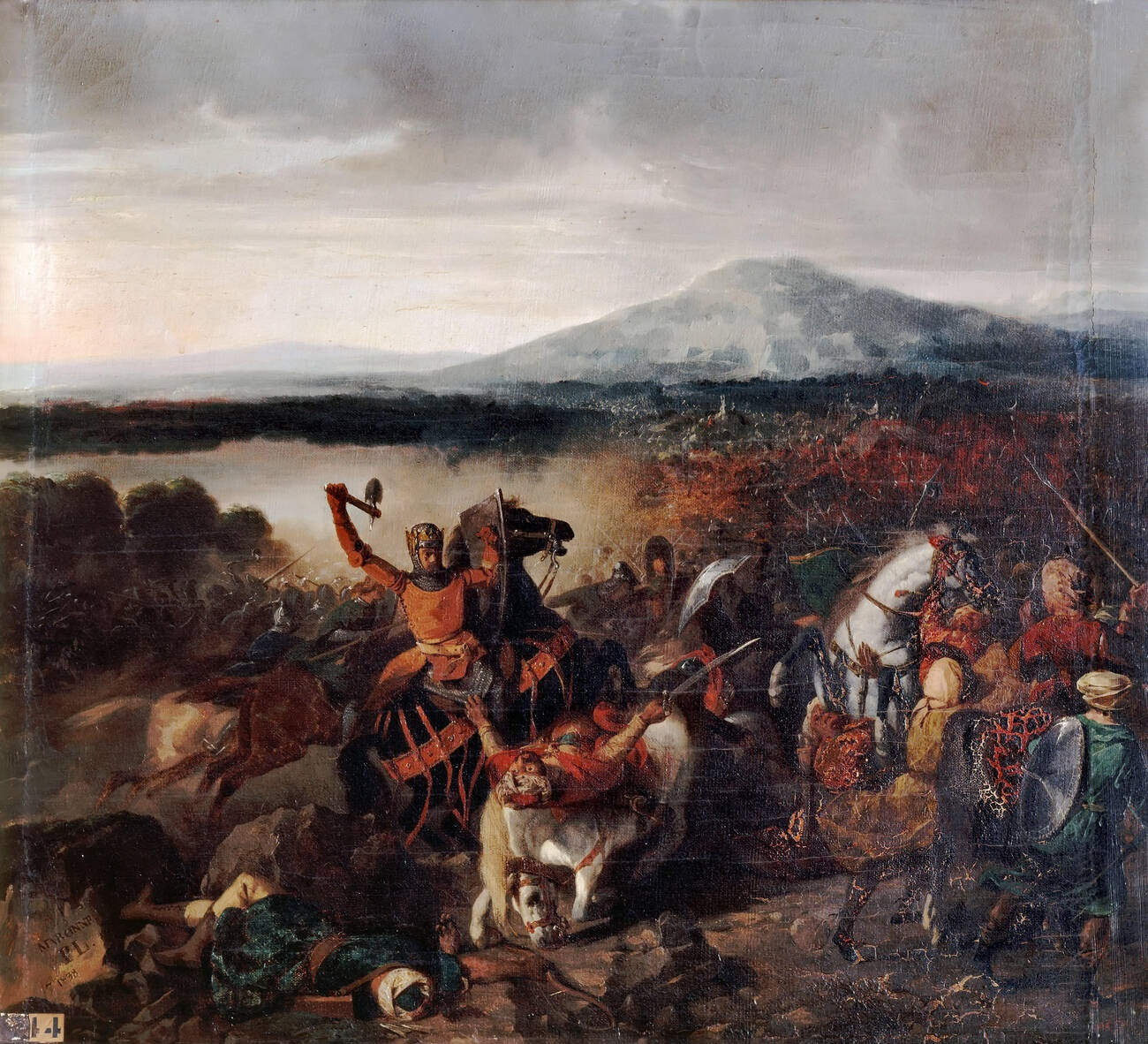
Roger I al Siciliei în bătălia de la Cerami, victorios asupra a 35.000 de sarazini, în 1061

Sicilia, locuită predominant de greci ortodocși, se afla sub control arab. Insula se aflase inițial sub conducerea dinastiei Aghlabizilor, iar apoi sub cea a Fatimizilor, însă în 948 Kalbizii au preluat controlul din mâinile Fatimizilor, deținând-o până în 1053. În anii '10 și '20 ai secolului al XI-lea, o serie de crize de succesiune au deschis calea pentru intervenția Zirizii din Ifriqiya. Sicilia a intrat într-o perioadă de neliniște, în timpul căreia mici stătulețe își disputau necontenit supremația. În acest context, normanzii, sub conducerea lui Robert Guiscard și fratele său mai mic, Roger Bosso, au apărut cu intenția de a cuceri insula. După ce papa îl învestise pe Robert cu titlul ducal, i s-a conferit și titlul (pe atunci, golit de conținut) de "duce de Sicilia", astfel suveranul pontif îndemnându-l să ia inițiativa unei campanii care să smulgă Sicilia din mâinile sarazinilor.
Robert și Roger au invadat prima dată Sicilia în mai 1061, traversând prin Reggio di Calabria și asediind Messina, pentru a obține controlul asupra strategicei Strâmtorii Messina. Roger a traversat strâmtoarea, debarcând pe nevăzute pe timpul nopții și surprinzând armata sarazinilor în zori. Când trupele lui Guiscard au debarcat și ele mai târziu, în cursul zilei, ele s-au trezit lipsite de adversari, iar Messina deja abandonată. Robert a fortificat imediat cetatea și s-a aliat cu emirul Ibn at-Timnah împotriva rivalului acestuia, Ibn al-Hawas.
Robert, Roger și at-Timnah au pornit apoi marșul spre centrul insulei, trecând prin Rometta, care rămăsese loială lui at-Timnah. Invadatorii au trecut apoi prin Frazzanò și Pianura di Maniace (Câmpul lui Maniace). Ei au atacat apoi orașul Centuripe, însă, fiind întâmpinați de o puternică rezistență, s-au îndepărtat din regiune. Paternò a căzut repede în mâinile atacatorilor, iar Robert și-a condus armata în fața Castrogiovanni (actualmente, Enna), cea mai formidabilă fortăreață din Sicilia centrală. Pe când ce garnizoana a fost înfrântă în cadrul unui atac surpriză, citadela a continuat să reziste, iar venirea iernii l-a silit pe Robert să se întoarcă în Apulia. Înainte de a pleca, el a construit o fortăreață la San Marco d'Alunzio: primul castel normand din Sicilia.

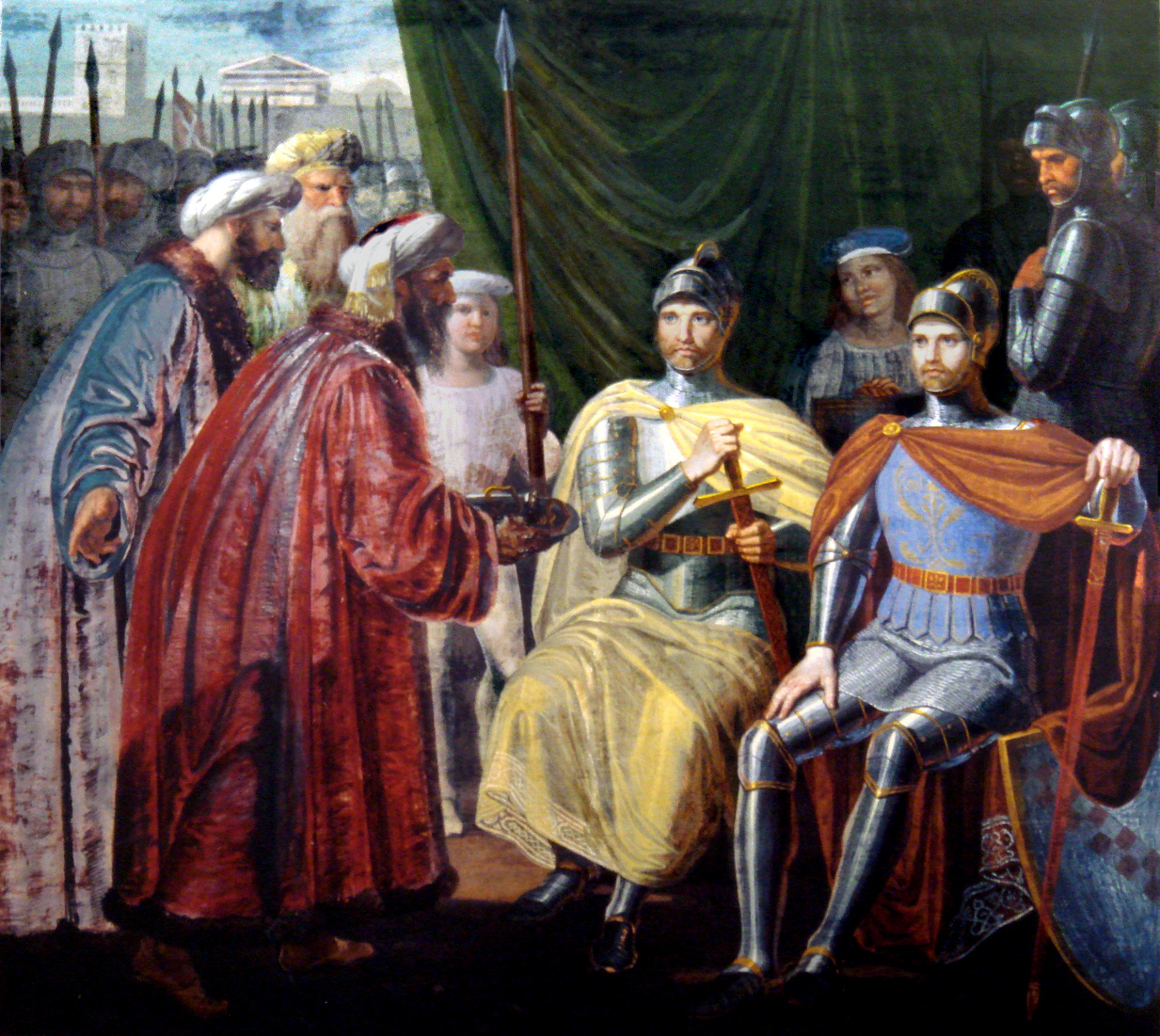
Roger I primind cheile orașului Palermo în 1071

Robert a revenit în insulă în 1064, însă evitând de această dată Castrogiovanni și mergând direct către metroopola insulei, Palermo. Totuși, tabăra sa a trebuit să fie abandonată din cauza tarantulelor, astfel încât întreaga campanie a fost compromisă. El a atacat din nou Palermo în 1071, însă a cucerit doar orașul, fără citadelă. Robert l-a numit pe Roger drept conte de Sicilia, sub suzeranitatea Ducatului de Apulia. Citadela a fost cucerită în ianuarie 1072. Într-o împărțire a insulei, Robert a păstrat pentru sine Palermo, jumătate din Messina și Val Demone, lăsând tot restul Siciliei, inclusiv ceea ce nu se cucerise încă, în mâinile lui Roger.
În 1077, Roger a asediat Trapani, unul dintre puternicele forturi ale sarazinilor rămase neocupate în vestul insulei. Fiul său, Iordan a condus un atac care a surprins gărzile fortăreței și a capturat animalele. Lipsiți de provizii, locuitorii orașului au capitulat. În 1079, Taormina a fost și ea asediată, după care, în 1081, Iordan, alături de Robert de Sourval și Elias Cartomi, a cucerit Catania, posesiune a emirului de Siracusa, ca urmare a altui atac surpriză.

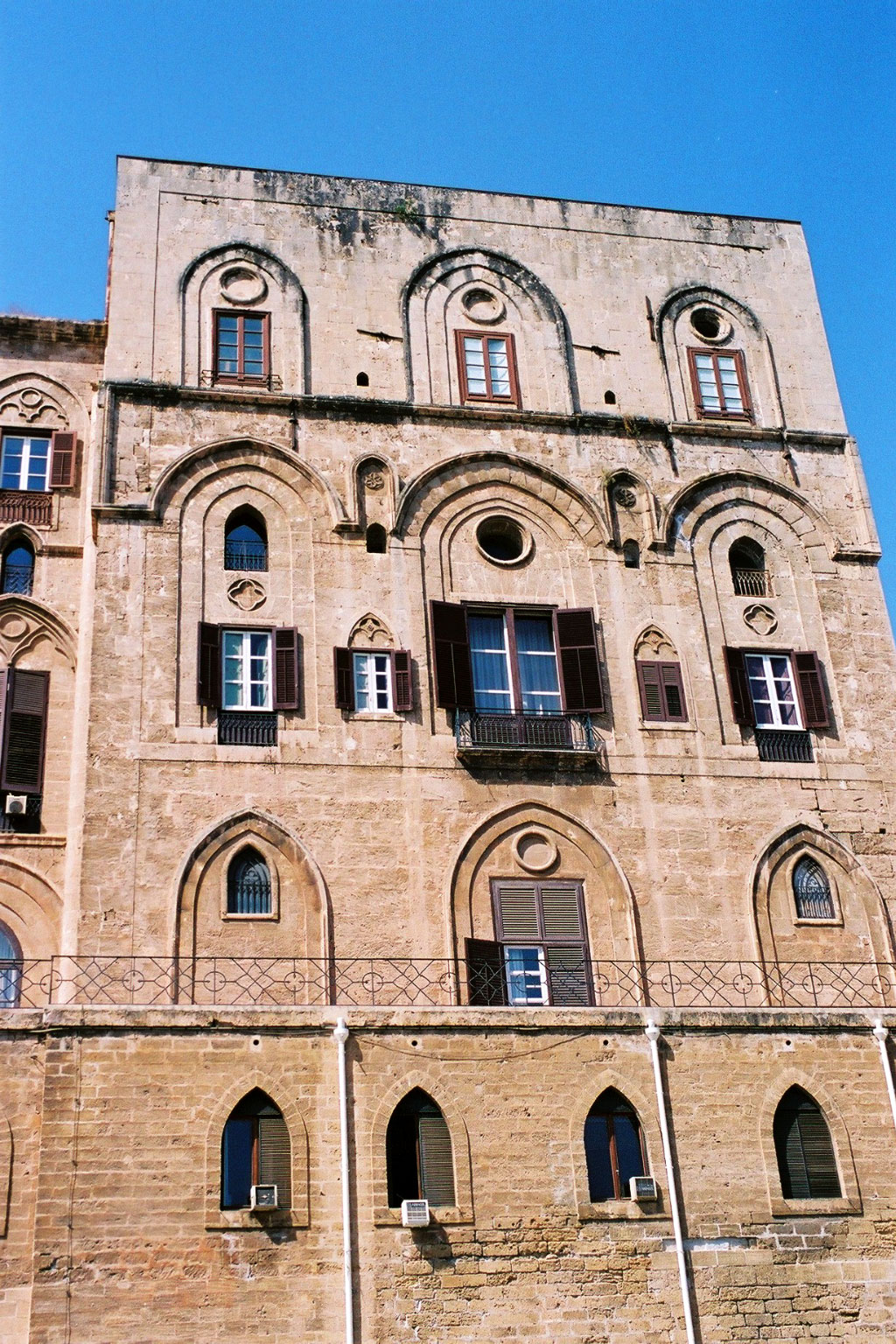
Palazzo dei Normanni a fost un palat arab din Sicilia datând din secolul al IX-lea, transformat de normanzi în castelul lor rezidențial.

Roger a părăsit și el Sicilia în vara lui 1083 pentru a-l susține pe fratele său pe continent, însă Iordan, pe care l-a lăsat la conducere în lipsa sa, s-a răsculat împotriva tatălui său. Forțat să revină în Sicilia, Roger a reușit să îl readucă pe fiul său la ascultare. În 1085, Roger a fost în fine în stare să pornească o campanie de cucerire sistematică a insulei. În 22 mai 1085, el s-a apropiat de Siracusa pe mare, în vreme ce Iordan conducea un mic detașament de cavalerie până la 50 de mile la nord de oraș. În 25 mai, navele contelui și cele ale emirului s-au angajat într-o confruntare decisivă în dreptul portului, în care emirul a căzut în luptă. Între timp, forțele lui Iordan au început asediul asupra orașului. Acesta a durat pe tot parcursul verii, însă atunci când orașul a capitulat în martie 1086, doar zona Noto a orașului se mai afla în mâinile sarazinilor. În februarie 1091, cu un minim efort, normanzii au ocupat și Noto, cucerirea normandă a Siciliei fiind astfel completă.
Dat fiind că ocuparea Siciliei a fost întreprinsă sub o comandă deja unificată, autoritatea lui Roger Bosso nu a fost împiedicată de alți cuceritori, iar el și-a menținut o putere de netăgăduit asupra vasalilor și supușilor săi greci, arabi, longobarzi li normanzi. Biserica Romano-Catolică a fost introdusă în insulă, iar organizarea ecleziastică a fost supravegheată de Roger, cu aprobarea papală. Dioceze au fost întemeiate la Palermo (cu autoritate metropolitană), Siracusa și Agrigento. După promovarea la rangul de regat în 1130, Sicilia a devenit centrul puterii normande.
În 1091, Roger a debarcat în Malta și a supus orașul fortificat Mdina. El a impus taxe locuitorilor insulei, însă a permis guvernatorilor arabi să continue să își exercite atribuțiile. În 1127, Roger al II-lea a înlocuit guvernul musulman cu oficiali normanzi. Sub domnia normandă, limba arabă pe care creștinii greci din insulă o adoptaseră în secolele de dominație musulmană s-a transformat într-o limbă distinctă: malteza.

## Cucerirea normandă aAmalfișiSalerno,1073–1077
Atât cucerirea Amalfi, cât și a Salerno de către Robert Guiscard s-au derulat ca urmare a influenței soției conducătorului normand, Sichelgaita. Amalfi s-a predat probabil ca urmare a negocierilor acesteia, în vreme ce Salerno a capitulat atunci când Sichelgaita a încetat să îl influențeze pe soțul ei în a-l sprijini pe fratele ei, principele de Salerno. Amalfitanii s-au supus principelui Gisulf al II-lea de Salerno într-o tentativă de a evita suzeranitatea normandă, însă această manevră a eșuat. Cele două formațiuni statale, ale căror istorii evoluaseră atât de apropiat încă din secolul al IX-lea au fost plasate definitiv sub controlul normand.
Până în vara lui 1076, Gisulf al II-lea, prin acțiuni de piraterie și raiduri, cauzase normanzilor destule necazuri pentru a-i incita pe aceștia în intenția înlăturîrii sale; în acel anotimp, normanzii lui Richard I de Capua și Robert Guiscard și-au unit trupele și au început asediul asupra Salerno. Deși Gisulf al II-lea dăduse ordin cetățenilor să adune provizii pentru doi ani de zile, el a confiscat de la aceștia destul de mult pentru a-și continua o viață de lux, așa încât locuitorii orașului au fost curând înfometați. În 13 decembrie 1076, orașul a trebuit să se supună asediatorilor, iar principele și apropiații săi s-au retras în citadelă, care la rândul său a capitulat în mai 1077. Posesiunile lui Gisulf au fost confiscate, însă el a fost lăsat în libertate. Principatul de Salerno deja își redusese suprafața la orașul în sine și împrejurimile acestuia ca urmare a războaielor anterioare purtate cu Guillaume al Principatului, Roger de Sicilia și Robert Guiscard. Cu toate acestea, orașul rămăsese cel mai important din Mezzogiorno, iar capturarea sa era esențială pentru constituirea unui regat 50 de ani mai târziu.
În 1073, ducele Sergiu al III-lea de Amalfi a încetat din viață, lăsând în urmă doar un fiu minor, Ioan al III-lea, ca succesor al său. Având nevoie de o mână forte pentru a rezista în vremuri atât de tulburi, amalfitanii l-au exiulat pe tânărul duce și în același an l-au chemat pe Robert Guiscard. Cu toate acestea, Amalfi a rămas într-o stare de neliniște sub controlul normand. Fiul și succesorul lui Robert, Roger Borsa, a reușit abia în 1089 să reia controlul asupra Amalfi, după alungarea lui Gisulf, principele depus de Salerno, pe care cetățenii din Amalfi îl instalaseră cu sprijin papal și împotriva pretențiilor urmașilor lui Robert. Între 1092 și 1097, Amalfi nu a recunoscut suzeranitatea normandă, se pare și cu sprijin bizantin. În acea perioadă, ei l-au instalat pe Marin Sebastus ca guvernator.
Fiul și fratele lui Robert Guiscard, Boemund și Roger Bosso, au atacat Amalfi în 1097, însă au fost înfrânți. Este vorba de primul asediu în care normanzii erau respinși înainte de Prima cruciadă. Marin Sebastus a fost înfrânt abia după ce unii dintre nobilii amalfitani au trecut de partea normanzilor și l-au trădat în 1101. Amalfi s-a revoltat încă o dată în 1130, atunci când Roger al II-lea al Siciliei i-a solicitat supunerea. Orașul a fost în cele din urmă supus în 1131, când amiralul Ioan l-a atacat pe uscat, iar George de Antiohia l-a blocat dinspre mare și a stabilit un cap de pod la Capri.

## Războaiele bizantino-normande,1059–1085
Pe când cea mai mare parte din Apulia, cu excepția sudului extrem și a orașului Bari capitulase în fața campaniilor normande ale fraților Guillaume, Drogo și Umfredo, cea mai mare parte din Calabria a rămas în stăpânirea bizantinilor în momentul în care conducerea normanzilor a fost preluată de Robert Guiscard, în 1057. Calabria fusese invadată de Guillaume și Guaimar al IV-lea de Salerno la începutul anilor '40, iar Drogo îl instalase pe ambițiosul Guiscard acolo la începutul anilor '50. Totuși, cariera timpurie a lui Robert în Calabria a fost marcată de lupte feudale și dispute interbaroniale, iar nu în organizarea supunerii populației grecești.
Robert și-a început domnia sa în calitate de conte printr-o campanie imediată asupra Calabriei. Aceasta a fost întreruptă pentru scurtă vreme atunci când el a participat la conciliul de la Melfi din 23 august 1059, la care a fost învestit ca duce, după care a revenit în Calabria la sfârșitul acelui an, iar armata sa a asediat Cariati. Orașul s-a supus la sosirea noului duce, atitudine adoptată imediat și de Rossano și Gerace. Dintre orașele importante ale peninsulei, doar Reggio s-a menținut sub stăpânirea bizantină atunci când Robert s-a întors în Apulia pe timpul iernii. În Apulia, el a înlocuit garnizoanele bizantine din Taranto (chiar dacă doar temporar) și din Brindisi. Când a revenit în Calabria în 1060, Guiscard era dornic s[ lanseze campania asupra Siciliei. Cucerirea Reggio presupune un asediu lung și anevoios. Totuși, fratele lui Robert, Roger Bosso, pregătise între timp un puternic aparat de asediu.
După ce a fost cucerit Reggio, garnizoana bizantină s-a regrupat la Scilla, citadela insulară a Reggio, însă a fost repede anihilată. Scurtul asediu efectuat de Roger Bosso asupra Messinei de-a lungul strâmtorii a fost respins, iar Robert Guiscard a fost rechemat la vestea prezenței unei mari forțe bizantine în Apulia, trimisă de împăratul Constantin al X-lea Ducas la sfârșitul anului 1060. Sub comanda catepanului Miriarch, bizantinii reocupaseră Taranto, Brindisi, Oria și Otranto. În ianuarie 1061, capitala normanzilor însăși, Melfi, se afla sub asediul bizantinilor. Totuși, până în mai, cei doi frați au reușit să îi respingă pe bizantini și să pacifice Apulia.

Hartă indicând progresul normanzilor în Sicilia în timpul expedițiilor lui Robert Guiscard din Balcani. Capua, Apulia și Calabria, ca și comitatul de Sicilia sunt stăpânite de normanzi. Cu toate acestea, Emiratul de Sicilia și Ducatul de Neapole nu erau cucerite încă, ca și teritorii din Abruzzo, aflate în sudul Ducatului de Spoleto.

O altă căpetenie normandă, Godefroi, fiul lui Petru I de Trani, a cucerit Otranto în 1063 și Taranto (pe care l-a transformat în reședința sa) în 1064. În 1066, el a organizat o armată pentru a traversa marea și a ataca "Romania" (Balcanii bizantini), însă a fost oprit în apropiere de Bari de către o armată a auxiliarilor varegi care debarcaseră de curând sub comanda catepanului Mabrica. Bizantinii au reluat pentru scurtă vreme Brindisi și Taranto și au instalat o garnizoană în Taranto sub comanda lui Nikefor Karantenos, un militar bizantin experimentat în urma războaielor cu bulgarii. Catepanul a avut parte de o serie de succese împotriva normanzilor în Italia, însă episodul a însemnat doar ultima amenințare bizantină în această direcție. Bari, capitala catepanatului bizantin, a fost țointa asediului normand începând din august 1068. În aprilie 1071, orașul a căzut și astfel ultimul avanpost al guvernării bizantine în Italia a fost desființat.
După izgonirea bizantinilor din Apulia și din Calabria (thema Longobardia), Robert Guiscard a pus la cale un atac asupra posesunilor bizantine din Balcani, în Grecia însăși; cauza o poate constitui faptul că bizantinii susținuseră pe Abelard și Herman, fiii deposedați ai contelui Umfredo de Hauteville și nepoți de frate ai lui Robert, în insurecția lor împotriva autorității lui Guiscard, și care îl ajutaseră pe contele Henric de Monte Sant'Angelo, care recunoștea suzeranitatea bizantină în comitatul său, de asemenea împotriva lui Robert Guiscard.
Robert a inițiat prima sa campanie în Balcani în mai 1081, când a părăsit Brindisi cu circa 16.000 de oameni și până în februarie 1082 deja capturase Corfu și Durazzo, obținând victoria asupra chiar a împăratului Alexios I Comnen în bătălia de la Dyrrachion din octmombrie (1081). Fiul lui Guiscard, Boemund, stăpânind o vreme Tesalia, a căutat, în absența lui Robert, să mențină cuceririle obținute în 1081–1082, însă a eșuat. Robert a revenit în 1084 pentru a-l restaura pe Boemund, ocupând din nou Corfu, ca și Cefalonia, unde însă a murit de febră în 15 iulie 1085. Micul oraș Fiskardo din Cefalonia își are numele după ducele normand. Boemund nu a continuat să acționeze pentru cucerirea Greciei, revenind în schimb în Italia, pentru a-și disputa succesiunea lui Robert Guiscard cu fratele său vitreg Roger Borsa.

## Cucerirea normandă aNeapolelui,1077–1139
Ducatul de Neapole, nominal încă posesiune bizantină, a fost unul dintre ultimele state din Italia de sud care să fie atacat de către normanzi. Ducii de Neapole, încă de când ducele Sergiu al IV-lea făcuse apel la ajutorul lui Rainulf Drengot în anii '20, fuseseră aliați ai normanzilor din Aversa și Capua cu doar câteva mici excepții. Încorporarea Neapolelui în statului familiei de Hauteville a durat 60 de ani pentru fi dusă la îndeplinire, începând din 1077.
În vara lui 1074, ostilitățile au început să se manifeste între Richard I de Capua și Robert Guiscard. Ducele Sergiu al V-lea de Neapole s-a aliat cu cel din urmă și și-a transformat propriul oraș în centru de aprovizionare pentru trupele lui Guiscard. Firește, această atitudine i-a atras ostilitatea lui Richard, care se bucura și de sprijinul papei Grigore al VII-lea. În iunie, Richard a asediat Napoli, însă doar pentru scurtă vreme. Richard, Robert și Sergiu au început curând negocieri cu Grigore al VII-lea prin medierea lui Desideriu de Montecassino.
În 1077, Napoli s-a aflat din nou sub asediul lui Richard de Capua, de această dată suportând și blocada navală a fostului aliat, Robert Guiscard. Richard a murit pe durata asediului în 1078, fiindu-i ridicat[ excomunicarea abia pe patul de moarte. Asediul a fost abandonat de către succesorul său, Iordan I, în scopul de a ajunge la consens cu papalitatea, care încheiase pace cu ducele Sergiu.
În 1130, antipapa Anacletus al II-lea l-a încoronat pe Roger al II-lea al Siciliei ca rege, context în care a declarat ca onorurile asupra Neapolelui să facă parte din regatul acestuia. În 1131, Roger a solicitat din partea cetățenilor din Amalfi apărarea orașului lor și cheile castelului. Aceștia refuzând să se supună, ducele Sergiu al VII-lea de Neapole a pregătit inițial o flotă pentru a veni în ajutorul acestora, însă amiralul George de Antiohia a blocat portul Neapolelui cu o puternică armada, iar Sergiu, intimidat și de supunerea amalfitanilor, s-a supus lui Roger. Potrivit cronicarului Alexandru din Telese, Napoli, "care, încă din vremea romanilor, fusese cu mare dificultate cucerit cu forța armelor s-a supus acum lui Roger în fața forței unei singure vești [anume, cea a căderii Amalfi]."
În 1134, Sergiu a acordat sprijin răscoalei inițiate de Robert al II-lea de Capua și de Rainulf al II-lea de Alife, însă a evitat orice confruntare directă cu regele Roger al II-lea. După căderea Capuei, el a prestat omagiu față de rege. În 24 aprilie 1135, o flotă pisană comandată de Robert al II-lea de Capua a pus ancora în Napoli, transportând întăriri de 8.000 de oameni. Napoia servit ca centru al răscoalei împotriva lui Roger al II-lea pentru următorii doi ani. Sergiu, Robert și Rainulf a fusto asediați în Napoli până în vara lui 1136. Până atunci, mulți dintre locuitorii orașului au murit de pe urma foametei. Totuși, conform cronicarului Falco de Benevento, simpatizant al răsculaților, Sergiu și napolitanii nu au cedat, "preferând să moară de foame decât să își dezgolească gâturile în fața puterii unui rege rău." În plus, blocada navală menită în două rânduri să prevină vizitarea Pisei de către Sergius și Robert pentru aducerea de noi întăriri a eșuat, marcând anihiliarea eforturilor lui Roger. Atunci când o armată de sprijin, comandată de împăratul Lothar al III-lea, a pornit în marș pentru ajutorarea Neapolelui, asediul a fost ridicat. Împăratul s-a grăbit să revină în anul următor, însă Sergiu și-a schimbat opțiunea, supunându-se din nou regelui Roger și prestând omagiu acestuia. În 30 octombrie 1137, ultimul duce de Neapole a murit luptând alături de regele normand în bătălia de la Rignano.
Înfrângerea de la Rignano, pe de altă parte, a deschis calea pentru cucerirea normandă a Neapolelui, dat fiind că Sergiu a murit fără a avea moștenitori, iar nobilimea napolitană nu a putut ajunge la un consens cu privire la succesorul său. Cu toate acestea, a fost nevoie să treacă doi ani de la moartea lui Sergiu la încorporarea Neapolelui în Regatul Siciliei. Se pare că nobilimea a exercitat autoritatea în perioade de interimat; s-a presupus adeseori că aceasta a fost perioada de încheiere a independenței napolitane față de dominația normandă. Pe parcursul acestei perioade, feudalii normanzi au apărut pentru prima dată în regiunea Neapolelui, cu toate că pisanii, inamici față de Roger al II-lea, au susținut independența Neapolelui, probabil până către 1139. În acel an, Roger a reușit să absoarbă ducatul în cadrul regatului său. Papa Inocențiu al II-lea și nobilimea napolitană l-au recunoscut pe fiul mai mic al lui Roger, Alfons de Hauteville, ca duce.

## Construirea de castele de către normanzi

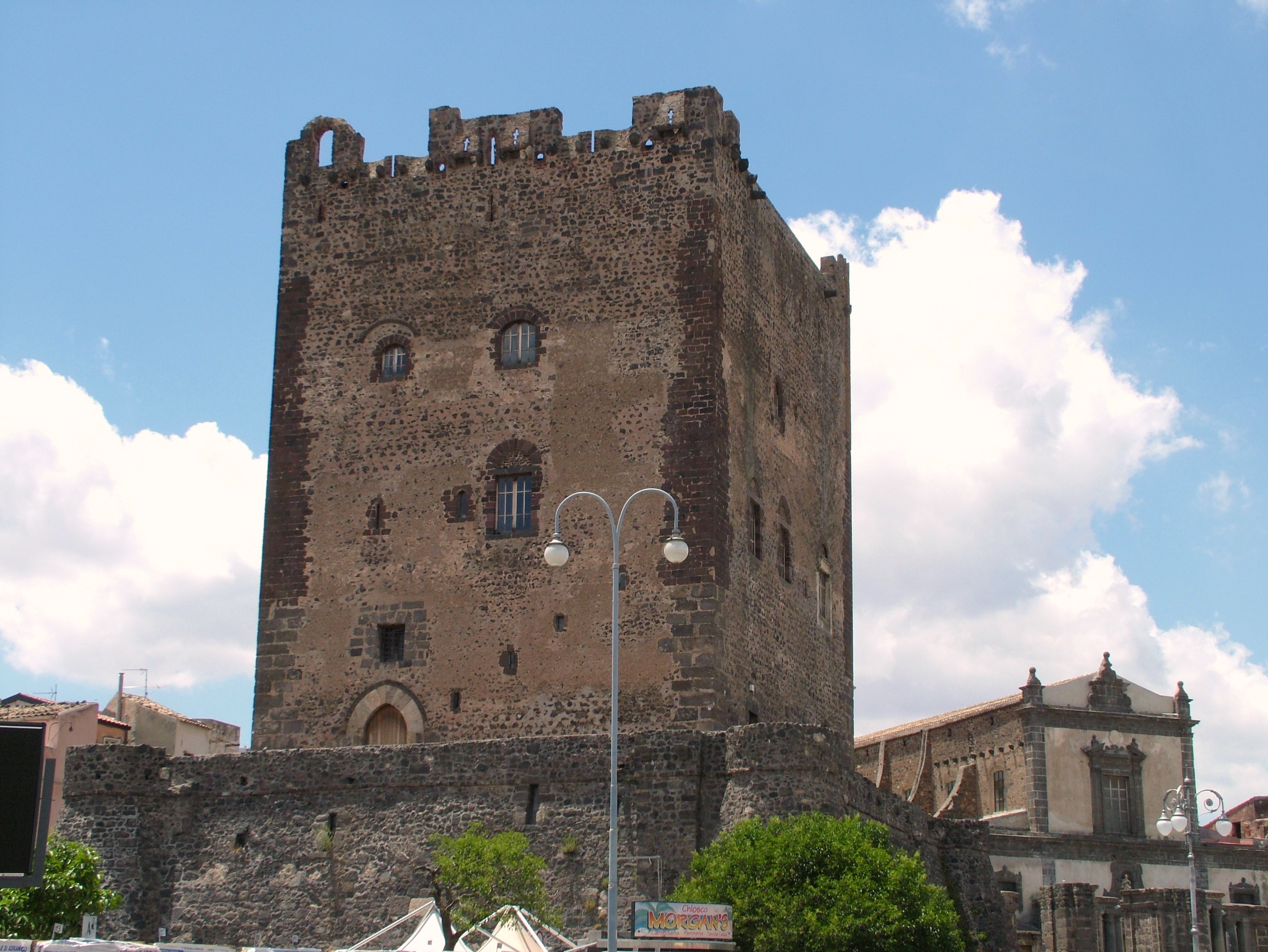
Castel normand timpuriu, la Adrano

Cucerirea sudului Italiei de către normanzi a fost martora unei infuzii a stilului romanic și a formelor arhitecturale normande. Unele castele au fost extinse pe baza structurilor existente longobarde, bizantine și arabe, iar altele au fost construite de la bază. Castelele au păstrat caracteristici locale, păstrând elementele distincte de origine non-normandă. Catedrale latine au fost construite în teritoriile nou cucerite de la grecii ortodocși sau de la musulmani, cele mai multe fiind în stil romanic cu evidente influențe de design bizantin și islamic.
Administrația normandă era centralizată, complexă și birocratică în comparație cu sistemele vest-europene din acea vreme. Clădiri publice, precum palatele, erau comune în orașele importante, cel mai notabil caz fiind Palermo. Aceste edificii demonstrează mai multe decât altele influența culturii siculo-arabe.
Normanzii au început imediat construirea, extinderea și renovarea de castele în sudul Italiei. Multe dintre castelele lor par să fi fost originale sau bazate pe structurile longobarde pre-existente, cu toate că unele dintre ele au fost ridicate pe fundamente bizantine sau, în cazul Siciliei, arame. Până la finele perioadei normande, cele mai multe castele construite în lemn au fost transformate în construcții în piatră.
După castelul longobard din Melfi, care a fost cucerit de către normanzi de timpuriu și extins printr-un donjon rectangular în ultima parte a secolului al XI-lea, Calabria a fost cea dintâi dintre provincii care a fost schimbată radical din acest punct de vedere. În 1046, Guillaume Braț de Fier a început construirea "Stridula", un mare castel în apropiere de Squillace, iar înainte de 1055 Robert Guiscard deja edificase trei castele: la Rossano, pe locul unei fortificații bizantine; "Scribla", loc care străjuia trecerea asupra Val di Crati; și San Marco Argentano (donjon din 1051) din apropiere de Cosenza. În 1058, Scalea a fost edificată pe o stâncă de pe litoral.
Guiscard a fost un constructor important de castele după ce a preluat conducerea comitatului de Apulia. El a construit castelul din Gargano cu turnuri pentagonale numite "Turnurile giganților". Ulterior, contele Henric de Monte Sant'Angelo, a ridicat un castel la Castelpagano, situat în apropiere. În Molise, normanzii au construit multe fortărețe pe terenul natural ușor de apărat, precum Santa Croce și Ferrante. Regiunea din jurul unei linii directe dintre Terracina și Termoli a cunoscut cea mai mare densitate a castelelor normande din Italia. Multe locuri alese pentru edificarea de castele erau la origine puncte fortificate samnite, refolosite de către romani și succesorii acestora; normanzii au denumit astfel de fortărețe drept castellum vetus, "castel vechi." Multe castele din Molise aveau ziduri integrate în piatra munților și crestelor, așa încât efortul de construcție era mai mic, ceea ce demonstrează faptul că normanzii au pus în practică opus gallicum cel puțin în Molise.
Construirea de castele în Sicilia a fost începută la cererea locuitorilor greci din insulă. În 1060, aceștia i-au solicitat lui Guiscard să edifice un castel la Aluntium pentru a-i proteja: prima construcție normandă din Sicilia, San Marco d'Alunzio, numită după primul castel al lui Guiscard din Argentano în Calabria, a fost ridicată, ruinele sale supraviețuind până astăzi. Petralia Soprana a fost construită apoi, în apropiere de Cefalù, după care a apărut un castel la Troina în 1071; în 1073, s-a edificat unul la Mazara și altul la Paternò (ale cărui ruine au fost restaurate). La Adrano (sau Aderno), normanzii au construit un turn rectangular ale cărui planuri indică un design normand de secol XI. Alte fortificații din Sicilia au fost preluate de la arabi, iar arhitectura palatelor și catedralelor din orașele principale, precum Palermo, au semne distincte de evidentă influență arabă. Influența artistică arabă din Sicilia reflectă pe cea longobardă din Mezzogiorno.